# Sur la guérilla
Sur la guérilla (simplified Chinese: 抗日游击战争的一般问题) est un essai de Mao Zedong en faveur d'un usage intensif d'une forme irrégulière et asymétrique de guerre dans laquelle de petits groupes de combattants utilisent des tactiques militaires mobiles sous forme d'embuscades et de raids pour combattre une armée traditionnelle plus puissante et moins mobile. Mao écrit ce livre en 1937 pour convaincre les dirigeants politiques et militaires chinois que les tactiques de guérilla étaient nécessaires pour que les Chinois les utilisent dans la deuxième guerre sino-japonaise.

## Révision générale

### Chapitre 1: Qu’est-ce que la guérilla?
Mao affirme que la guérilla est « une arme puissante et particulière avec laquelle nous résistons aux Japonais et sans laquelle nous ne pouvons pas les vaincre ». Mao explique que la guérilla ne peut réussir que si elle est employée par des révolutionnaires, car il s'agit d'un style politique et militaire. Selon Mao, la guérilla est un moyen pour les permettant aux resistants chinois d’expulser un intrus supérieurement armé en armes, équipements et troupes.

### Chapitre 2: La relation entre les tactiques offensive de la guérilla et les opérations régulières
« Une caractéristique essentielle des opérations de guérilla est leur dépendance vis-à-vis du peuple lui-même pour organiser les bataillons et autres unités. » Dans le chapitre 2, Mao explique les différences et la relation entre la guérilla et les troupes régulières. La guérilla doit être décentralisée pour permettre rapidité et détachement. Toutefois, les troupes traditionnelles peuvent temporairement adopter une stratégie de guérilla et vice versa.

### Chapitre 3: La guérilla dans l'histoire
Mao fait référence à une multitude de guerres sur différents continents pour étayer sa conviction que la guérilla est nécessaire pour expulser des conquérants potentiels plus puissants. Il fait spécifiquement référence à la résistance russe lors de l'invasion française de la Russie et à l'échec des Abyssins à résister à l'agression italienne lors de la deuxième guerre italo-éthiopienne. Il fait également référence à l'utilisation de tactiques de guérilla lors de l'incident de Sanyuanli pendant la première guerre de l'opium, la rébellion des Taiping et le soulèvement des Boxers. Il affirme également que la guérilla ne peut pas réussir seule sans une guerre orthodoxe. Les deux devraient travailler ensemble pour tenter de vaincre un ennemi plus grand et plus fort.

### Chapitre 4: La victoire peut-elle être obtenue par des opérations de guérilla?
Mao explique que les efforts militaires du Japon ne bénéficient pas du soutien total des citoyens et des soldats. Il estime que la Chine peut vaincre l’ennemi en recourant à la guérilla et en prolongeant la durée de la guerre.

### Chapitre 5: Organisation de la guérilla
Mao décrit différents types d'unités servant la guérilla. Certains sont formés à partir des masses sans aucune direction détaillée venant d'en haut. Ces unités sont essentielles au succès de l’insurrection. Les unités de guérilla doivent apprendre à être indépendantes de la direction supérieure, car elles pourraient avoir besoin de fonctionner sans elle. « La qualité naturelle la plus importante est celle de la fidélité totale à l'idée d'émancipation du peuple. Si elle est présente, les autres qualités se développeront ; si elle n'est pas présente, rien ne peut être fait. » L'armée rebelle régulière peut soutenir ces unités locales de diverses manières.

### Chapitre 6: Les problèmes politiques de la guérilla
Mao explique les aspects politiques inaliénables de la guérilla et de toute guerre en général. « L’action militaire est une méthode utilisée pour atteindre un objectif politique. Bien que l’action militaire et les affaires politiques ne soient pas identiques, il est impossible de les isoler l’une de l’autre. » Les soldats de la guérilla chinoise doivent faire preuve d’autodiscipline et s’engager dans la cause révolutionnaire, sinon leurs efforts échoueront. Les soldats doivent sacrifier certains privilèges démocratiques dans leur effort pour vaincre les Japonais.

### Chapitre 7: La stratégie de la guérilla contre le Japon
Mao explique que les troupes de guérilla ne doivent avoir aucune notion de défense ou de lignes de bataille. Ils devraient attaquer les troupes japonaises orthodoxes par l’avant, par les côtés et par l’arrière. Les troupes de guérilla doivent toujours dicter le calendrier des conflits avec l’ennemi. Ils doivent être prêts à fuir si nécessaire.